# Prafulla Chandra Ray
Acharya Prafulla Chandra Ray CIE (em bengali:  প্রফুল্ল চন্দ্র রায়; Khulna, 2 de agosto de 1861 — Calcutá, 16 de junho de 1944) é um químico, professor e bengali. A Royal Society of Chemistry, do Reino Unido, honrou sua vida e seus trabalhos com a primeira cerimônia da Chemical Landmark Plaque ocorrida fora da Europa. Ele foi o fundador da Bengal Chemicals & Pharmaceuticals, primeira companhia farmacêutica indiana, e também escreveu o livro A History of Hindu Chemistry from the Earliest Times to the Middle of Sixteenth Century (1902).
Ray nasceu em Raruli-Katipara, uma vila na cidade de Khulna, no atual Bangladesh. Seu pai, Harish Chandra Ray, era um fazendeiro e proprietário de terras. Até os nove anos, Prafulla estudava numa escola de sua aldeia; em seguida, mudou-se para Calcutá, na Índia, e foi admitido na Escola Hare em 1870. Quatro anos depois, sofreu um ataque de disenteria, o que fez adiar seus estudos e voltar à aldeia onde nasceu. No entanto, o tempo ocioso possibilitou que lesse obras além do currículo escolar; dentre os livros lidos, estava The Vicar of Wakefield, do iraniano Oliver Goldsmith. Após se recuperar de sua doença, Ray regressou à cidade de Calcutá na Albert School.
Em 1879, assistiu a inúmeras palestras na Presidency University como aluno externo. Prafulla Chandra mudou-se ao Reino Unido e se inscreveu no programa de Licenciatura da Universidade de Edimburgo, onde estudou física, química e biologia e se interessou pela literatura de Louis Rousselet e de Ferdinand de Lanoye. Seu trabalho, após concluir o estudo das ciências naturais, foi dedicado às pesquisas acerca do nitrito e de aminas. Aposentou-se da Presidency em 1916 e recebeu uma cadeira em seu nome por indicação de Taraknath Palit.
No ano de 1935, com 75 anos, aposentou-se do exercício da licenciatura e recebeu o título de professor emérito. Ele contribuiu com artigos em língua bengali para muitas revistas mensais, em especial sobre temas científicos. Ray recebeu o título de Doutor em Ciências pela Universidade de Edimburgo em 1887 como honraria.